# Elama Faʻatonu
Elama Faʻatonu (* 30. April 1994 in Fagaʻalu, Amerikanisch-Samoa) ist ein Sprinter und Fußballspieler aus Amerikanisch-Samoa.

## Karriere

### Leichtathletik
Faʻatonu startete für Amerikanisch-Samoa bei den Olympischen Spielen 2012 in London im 100-Meter-Lauf. Seine Zeit von 11,48 Sekunden bedeuteten zwar eine persönliche Bestleistung, reichte jedoch nicht aus, um sich in seinem Vorlauf durchzusetzen. Faʻatonu gab an, nach den Olympischen Spielen in die Armee von Amerikanisch-Samoa eintreten zu wollen.

### Fußball

#### Verein
Neben seiner Leichtathletikkarriere spielte Faʻatonu bis zum Sommer 2015 für Lion Heart in der FFAS Senior League, welche die höchste Spielklasse in Amerikanisch-Samoa darstellt. Danach wechselte er innerhalb der Liga zu Utulei Youth, für welche er bis zum Sommer 2017 spielte, um sich dann wiederum Pago Youth anzuschließen. Mit diesen sollte er in dieser Saison auch die nationale Meisterschaft gewinnen. Im Sommer 2018 verließ er den Verein mit unbekanntem Ziel.
Im Kader von Utulei Youth nahm er im Januar 2016 an der Qualifikation zur OFC Champions League teil. Seinen ersten Einsatz in einem internationalen Spiel hatte er somit am 26. Januar gegen den Kiwi FC aus Samoa. Den einzigen Sieg, konnte er mit seiner Mannschaft in dieser Runde mit 3:2 gegen den Veitongo FC aus Tonga erzielen. In der nächsten Saison nahm er mit seinem Verein erneut an der Qualifikation zur OFC Champions League teil. In dieser Vorrunde wurde er allerdings nur bei der 3:1-Niederlage beim Puaikura FC aus Neuseeland eingesetzt. Er konnte dabei aber zumindest in der 82. Minute das einzige Tor zum zwischenzeitlichen 2:1 für seine Mannschaft erzielen. In der Qualifikation zur OFC Champions League 2018 war er im Kader seines mittlerweile neuen Vereins Pago Youth in allen Spielen im Einsatz. In dieser Runde wurden bis auf ein Unentschieden alle Partien verloren. Besonders hervorzuheben ist hierbei die 1:13-Heimniederlage gegen Lupe o le Soaga aus Samoa, in welcher er über die vollen 90 Minuten auf dem Platz stand.

#### Nationalmannschaft
Am 21. April 2011 wurde er bei der U-20 Ozeanienmeisterschaft im Vorrunden-Spiel gegen die U-20 von Vanuatu in der 17. Minute für den verletzten Charles Uhrle eingewechselt; das Spiel wurde mit 7:0 verloren. Die sollte bis heute sein einziger Einsatz in einem Spiel einer Nationalmannschaft gewesen sein.